# Maïanthème à deux feuilles
Maianthemum bifolium
Espèce
Classification phylogénétique
Le Maïanthème à deux feuilles (Maianthemum bifolium), encore appelé Petit muguet, est une plante herbacée vivace de la famille des Liliacées selon la classification classique de Cronquist (1981) ou des Asparagacées d'après les derniers travaux phylogénétiques.

## Étymologie
Anthemon en grec signifie fleur, Maius du latin mai et bifolius: à deux feuilles.

## Description
Deux feuilles à court pétiole, alternes, ovales et cordées à nervures convergentes terminées en pointe. Les fleurs sont blanches, petites en grappe terminale. Les baies sont globuleuses et rouges.

## Habitat
Forêts : hêtraies et chênaies acidiphiles à neutrophiles, aulnaies. Etage collinéen à l'étage subalpin (de 200 à 1 900 m d'altitude).

## Distribution
Nord-eurasiatique. En France dans le nord, l'est, le centre. Absent dans l'ouest et en région méditerranéenne.